# Simone Iff
Pour les articles homonymes, voir Iff.

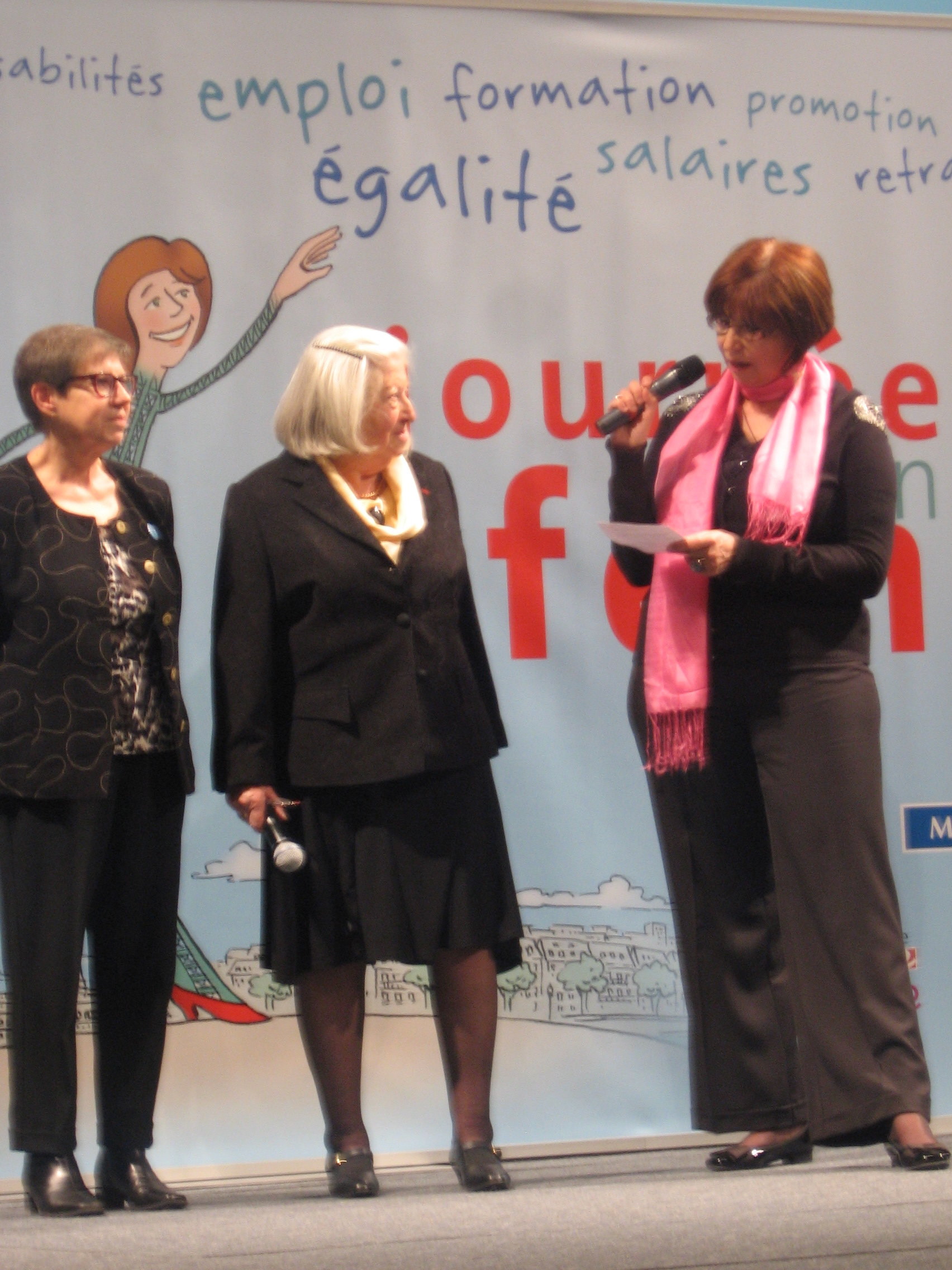
Simone Iff recevant la médaille de la ville de Paris, 8 mars 2011

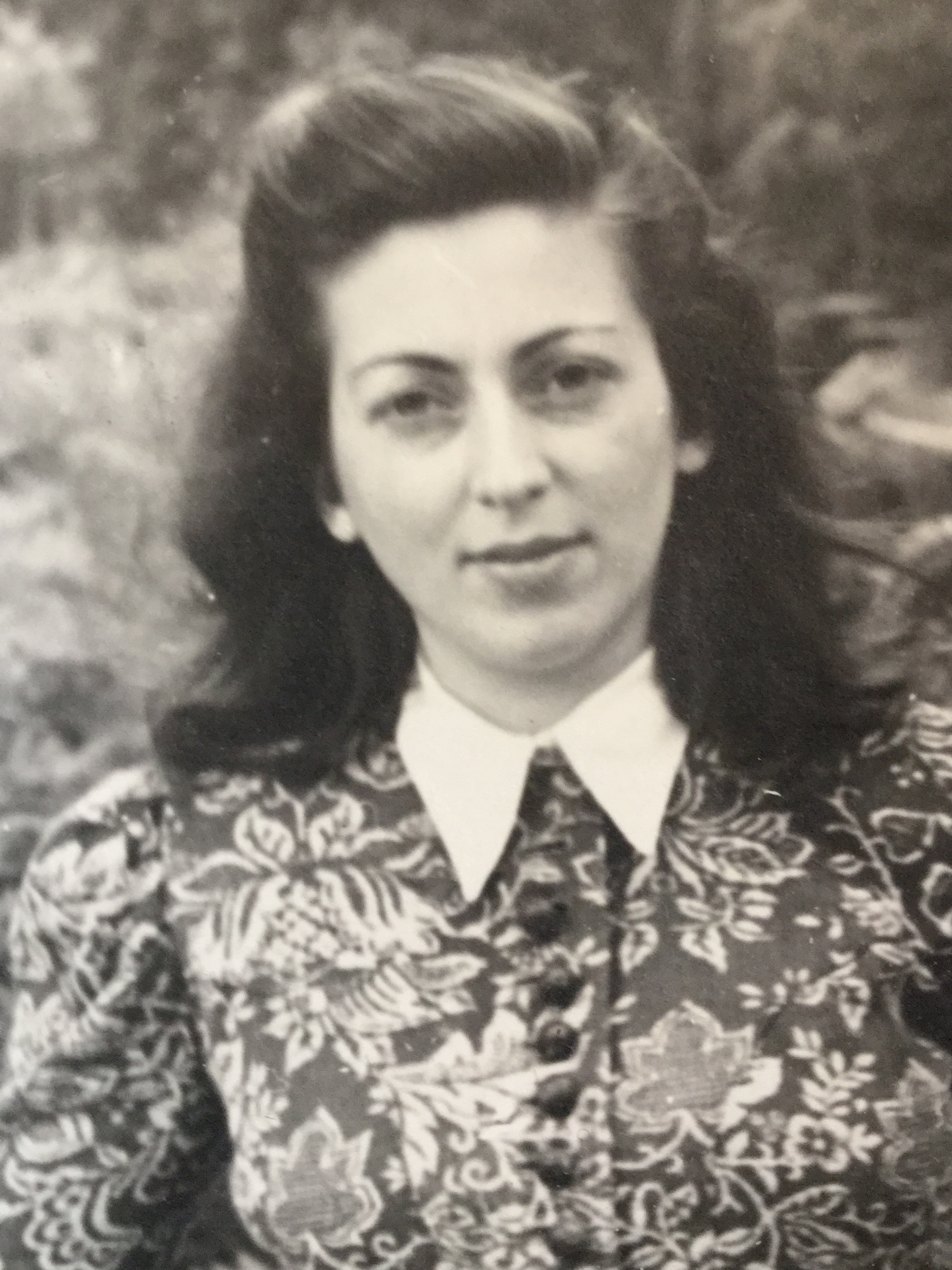
Simone Iff jeune

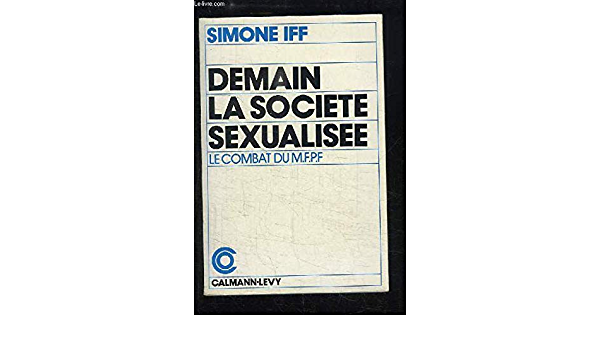
Livre écrit par Simone Iff, Demain la société sexualisée, publié par Calmann-Levy

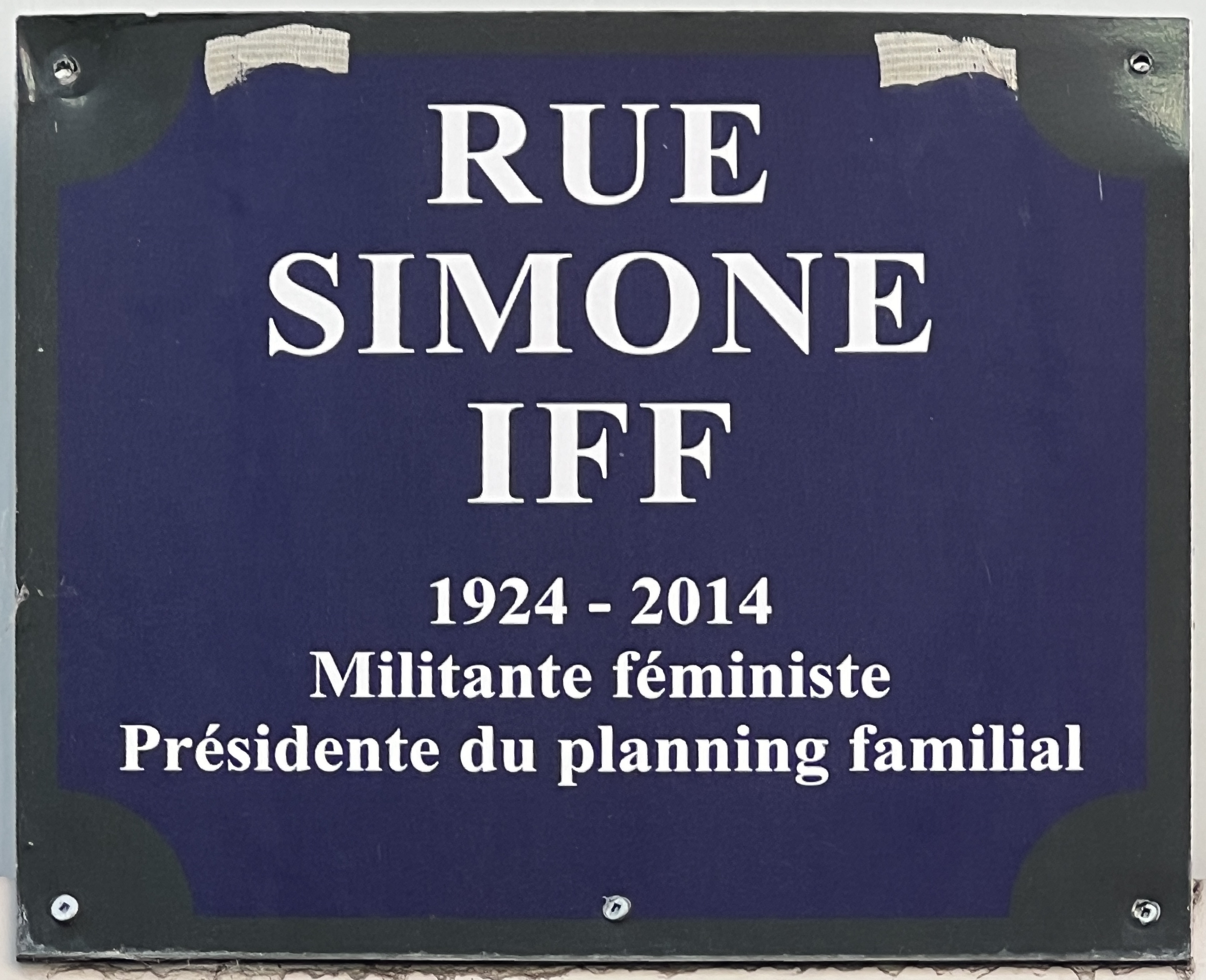
Plaque de la rue Simone Iff, 75012 Paris.

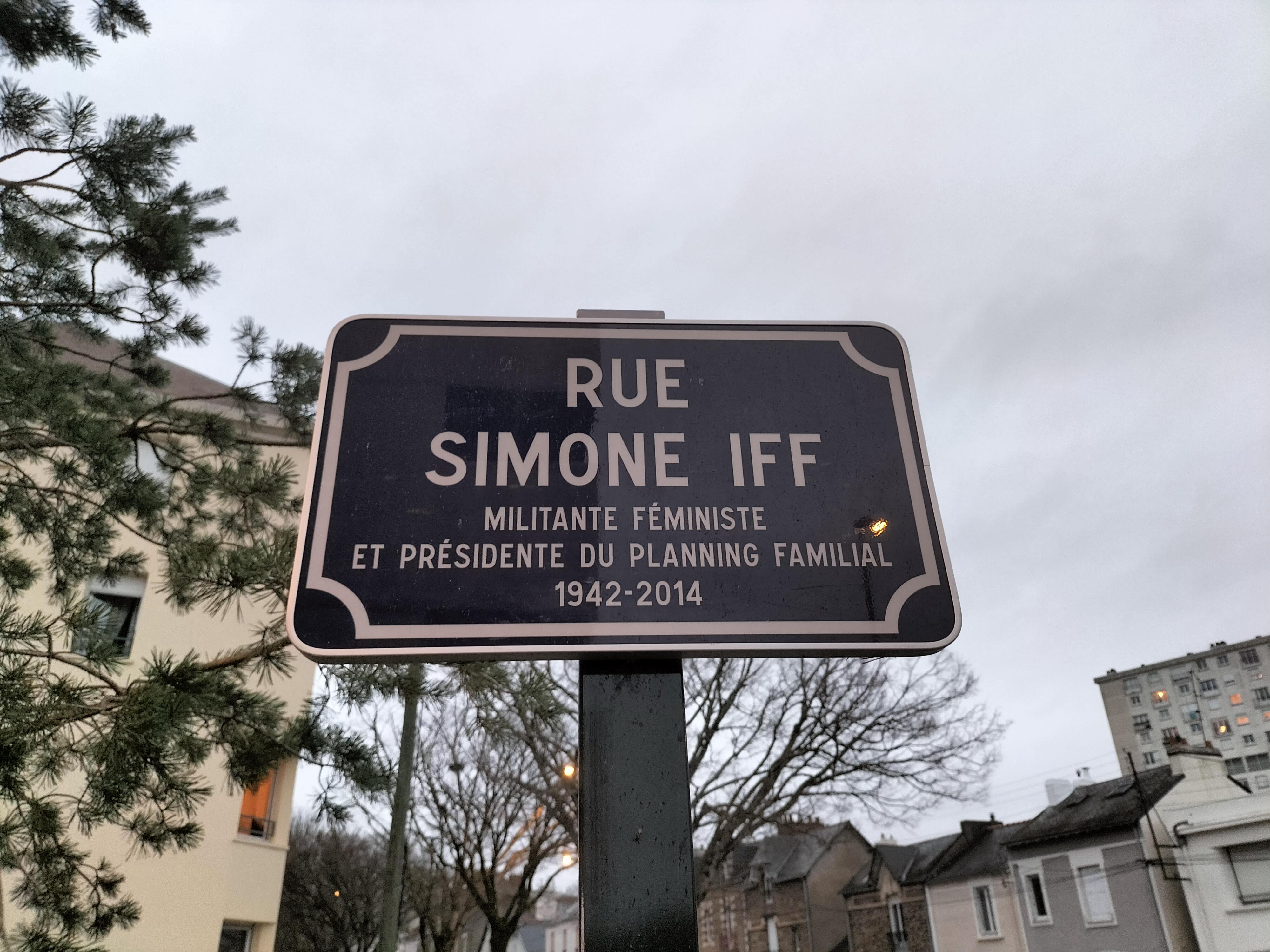
Plaque de la rue Simone Iff, Nantes

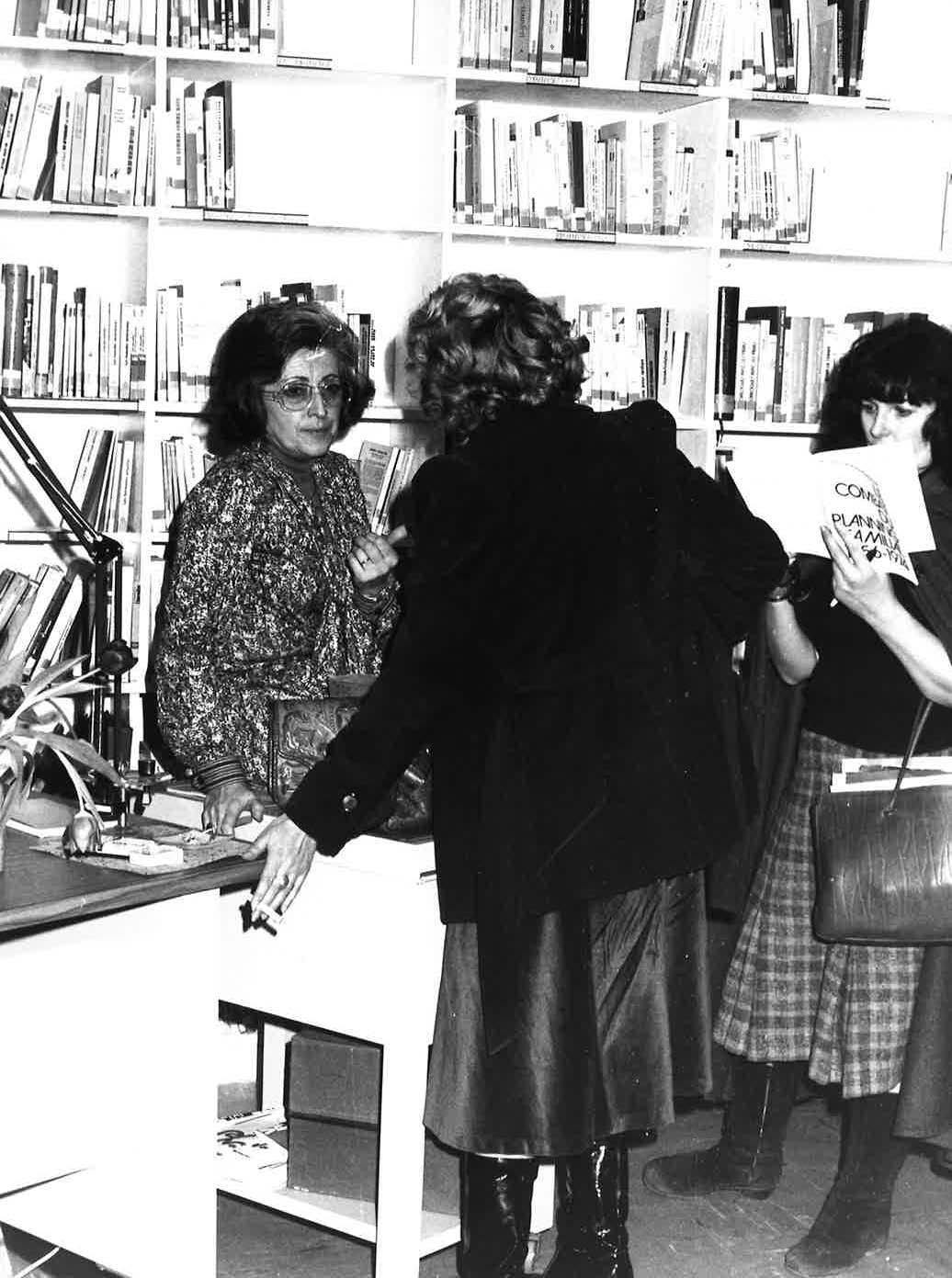
Photo de Simone Iff en 1977

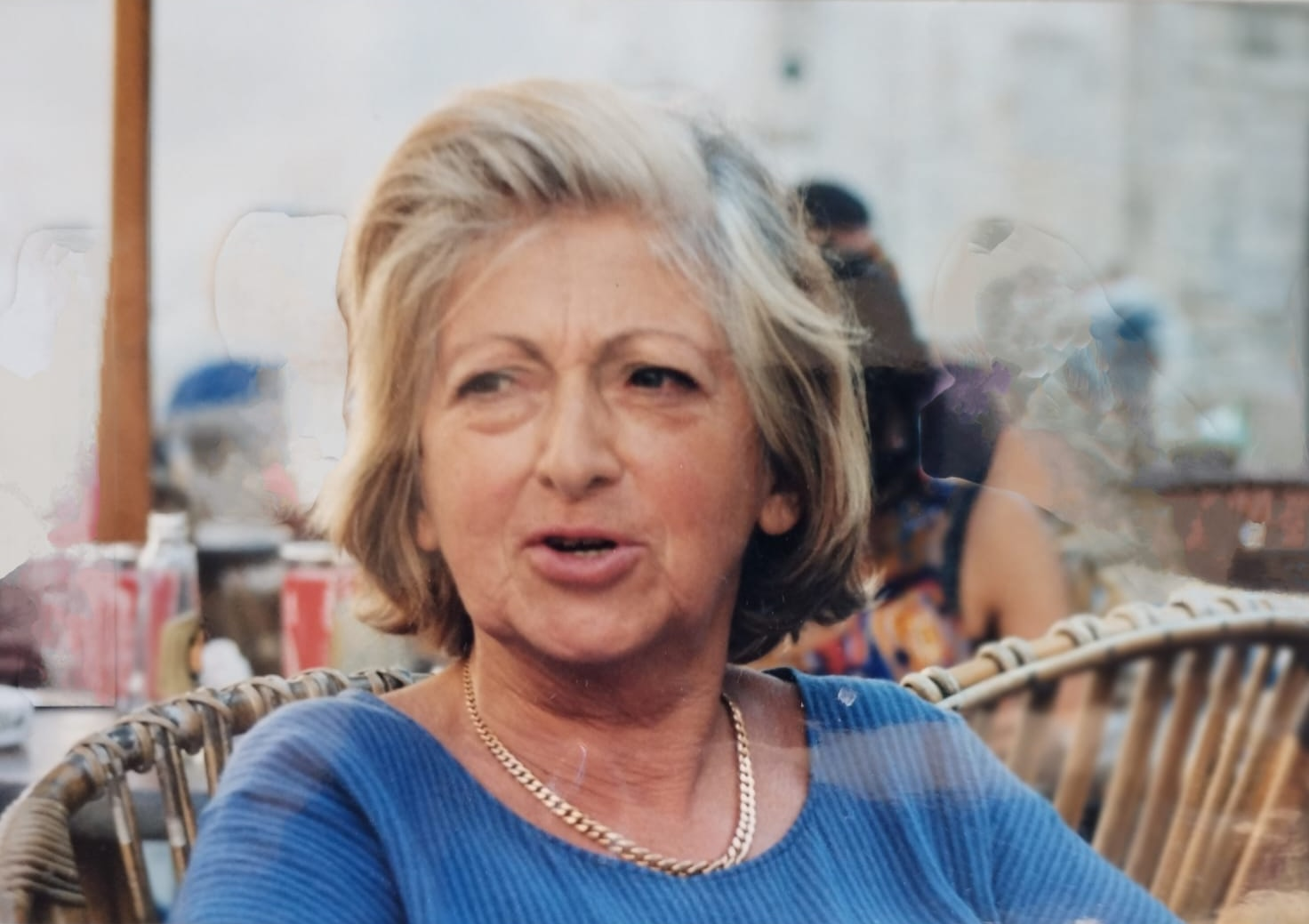
Simone Iff dans les années 1990

Simone Iff, née Simone Balfet le 4 septembre 1924 à Vabre (Tarn) et morte le 29 décembre 2014 à Paris 13e, est une militante française du droit à l'avortement, l'instigatrice du manifeste des 343. Elle est présidente du Mouvement français pour le planning familial de 1973 à 1979.

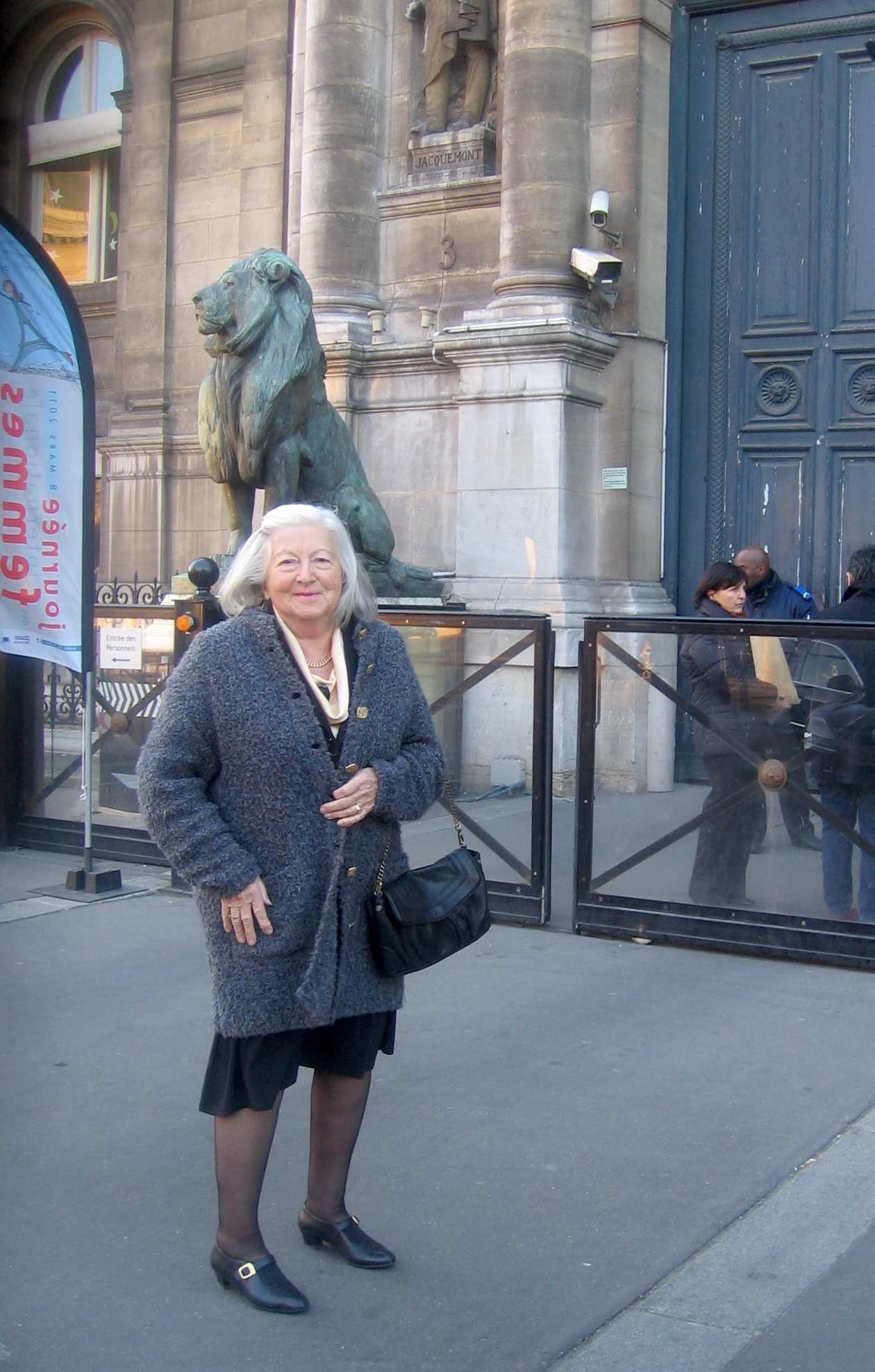
Simone Iff avant de recevoir la médaille de la ville de Paris, 8 mars 2011

## Biographie

### Enfance et jeunesse
Née dans le Tarn en 1924, Simone Iff est la fille de Frantz Balfet, pasteur protestant et de Marthe Capelle, ancienne élève de l'école normale supérieure de Sèvres. Elle grandit à Vabre, à Montauban, et à Sète, dans l'Hérault, où elle rencontre Agnès Varda. Ses parents, engagés dans l'aide aux réfugiés, lui transmettent le goût du militantisme et une culture protestataire,. De 1939 à 1940, elle est éclaireuse unioniste, aspirante cheftaine des Petites Ailes, et fait aussi partie de la Fédé. À 18 ans, alors qu'elle est enceinte sans être mariée, sa famille préfère quitter Sète pour fuir le scandale, mais ses parents restent proches d'elle.

### Vie de famille
Simone Iff se marie en 1943 avec Werner Iff, le père de son enfant, suisse et protestant. Simone et Werner s'engagent dans la résistance. Simone accouche en 1943 de sa fille aînée. Simone et Werner auront au total cinq enfants, Marianne, Patrick, Katherine, Didier et Isabelle. Ils habitent au Vésinet de 1948 à 1950, où son père Frantz Balfet est pasteur, et participent à des réunions du mouvement Réarmement moral. En 1951, la famille déménage à Paris où Werner dirige un foyer protestant de détenus en liberté conditionnelle qui devient en 1955 un foyer de semi-liberté pour adolescents, dans le quartier de Belleville,,. Simone collabore au travail de Werner, et reçoit pour cela une rémunération incluse dans le salaire de ce dernier. Avec leurs enfants, ils vivent au quotidien avec les membres du foyer, jusqu'en 1963. En effet, à cette date, le foyer ne répond plus aux nouvelles normes d'accueil pour adolescents, et doit fermer.

### Découverte du militantisme féministe
Elle entre ensuite dans un mouvement créé par la bourgeoisie protestante en 1946, le Mouvement Jeunes Femmes (MJF),, dont le but est de permettre à des femmes protestantes mariées de mettre en œuvre leurs convictions chrétiennes, et de se sentir solidaires les unes des autres sur leurs problèmes spécifiques. La participation à ce mouvement va notamment permettre à Simone Iff d'apprendre la prise de parole en public. Une forte demande d’information sur le contrôle des naissances émerge au sein de ce mouvement, à une époque où le sujet de la sexualité des femmes conserve un caractère tabou. Simone Iff prendra des responsabilités dans ce mouvement de 1958 à 1966, et y restera adhérente jusqu'en 1972.
Le Mouvement Jeunes Femmes devient un mouvement de promotion et de défense du droit des femmes. Il participe à la création de l’association La Maternité heureuse, qui devient en 1960 le Mouvement français pour le planning familial (MFPF). Simone Iff y entre en 1961 ou 1962, et y favorise l'implication des membres du Mouvement Jeunes Femmes, en y conduisant régulièrement des « Jeunes Femmes » habitant près de chez elle. Les objectifs du mouvement sont officiellement de promouvoir l’équilibre psychologique du couple et la santé des femmes, mais surtout, bien que de façon implicite, de répondre aux nombreuses questions sur le contrôle des naissances, l'information sur ce thème restant alors interdite par une loi en vigueur depuis 1920,.
En 1961, les premiers centres du planning familial ouvrent à Grenoble et Paris, et connaissent rapidement une affluence. En 1963, Simone Iff suit une formation pour devenir une des premières hôtesse d'accueil de la permanence parisienne,. « Il y avait une demande énorme » se souviendra Simone Iff, « il fallait passer de la clandestinité à une structure qui avait pignon sur rue. » Au thème du contrôle des naissances, Simone Iff tient à associer également celui de l'acte sexuel comme source de plaisir et d'une sexualité épanouie. Le contexte social et politique est tendu, et la police effectue des descentes dans les centres du planning familial pour vérifier que les hôtesses d'accueil ne diffusent pas d’informations sur la contraception. Les dossiers des adhérentes doivent être dissimulés. En 1967, la loi Neuwirth abroge en partie le dispositif législatif de 1920 et autorise l’usage de contraceptifs,. Mais la mise en application de la loi n’aboutira par décret qu’en 1972 et le contexte politique des années post-1968 nourrissent le processus de radicalisation du MFPF, les hôtesses d'accueil, menées par Simone Iff, s'opposant de plus en plus aux médecins du conseil d'administration du mouvement, et se montrant favorables à une contraception et à l'avortement libres et remboursés par la Sécurité Sociale. L'avortement est alors illégal, et les femmes amenées à avorter doivent se rendre à l'étranger ou le pratiquer de façon clandestine, avec des risques d'y perdre leur vie,.
En 1970, et jusqu'en 1973, Simone Iff devient secrétaire générale de l'association parisienne du Mouvement français pour le planning familial, où elle contribue à organiser le collège des hôtesses d'accueil, à côté de celui des médecins.

### Militante pour le droit à l'avortement
En 1971, le Manifeste des 343, pour lequel Simone Iff s'est fortement investie pour recueillir des signatures, sans toutefois l'avoir signé elle-même, est relayé par les médias et mobilise l'opinion publique. Cette même année, elle rentre au bureau national du MFPF, en devient l'une des cinq vice-présidentes et y est chargée des relations avec les syndicats. Elle y fait également le lien avec le Mouvement de libération des femmes sur les questions d'avortement.
Lors du congrès de juin 1972, les hôtesses demandent à être appelées assistantes conseillères animatrices (ACA), à prendre plus de responsabilités, et à professionnaliser leur statut, alors qu'elles étaient jusqu'ici bénévoles. Cette même année, en tant que vice-présidente du MFPF, Simone Iff témoigne lors du procès de Bobigny.
En 1973, elle cofonde et devient vice-présidente du Mouvement pour la liberté de l'avortement et de la contraception (MLAC),, et soutient au sein du planning familial la revendication de l'avortement libre et gratuit. Son statut de mère de famille (5 enfants), affirmant avoir eu recours à plusieurs avortements, crédibilise ces mouvements. Cet engagement lui permet, en juin 1973, d'être élue la première présidente du MFPF qui n'est pas issue du monde médical. Elle engage un tournant politique dans l'association, la rapprochant des mouvements féministes, des classes populaires, des syndicats et des partis de gauche. Elle restera présidente jusqu'en 1978, quittant le bureau national en 1980. En 1983, la fonction de président ou présidente est supprimée, pour laisser place à une direction collégiale.
Simone Iff soutient, en 1975, la loi Veil, qui semble n'aborder la question que sous l’angle sanitaire, en voulant éviter les avortements clandestins, mais qui se révèle une avancée considérable. Cette même année Simone Iff quitte le MLAC, après que le bureau national se soit auto-dissous.

### Engagements ultérieurs
Son combat militant se poursuit ensuite, même si elle agit désormais à un niveau plus institutionnel. De 1974 à 1981, Simone Iff représente le mouvement du planning familial au Conseil supérieur de l’information sexuelle, de la régulation des naissances et de l’éducation familiale (CSIS). En 1975, un collectif de défense des prostituées occupe la chapelle Saint-Bernard à Paris. Simone Iff se « met à leur service », et anime ce collectif de 1975 à 1981. Elle va rencontrer plusieurs ministres pour défendre l'accès des prostituées aux soins, aux formations, et dénoncer le délit de racolage passif. Elle organise également le 6 octobre 1979 une marche pour la liberté de l’avortement et de la contraception.
Après la victoire de François Mitterrand à l'élection présidentielle de 1981 et l'arrivée de la gauche au pouvoir, Simone Iff devient conseillère technique au sein du cabinet d'Yvette Roudy, ministre aux Droits des femmes, qu’elle fréquente depuis longtemps. Elle y obtient le remboursement de l'avortement, voté en 1982, et se bat pour que des places suffisantes soient réservées pour les interruptions volontaires de grossesse en hôpital. En 1984, elle devient membre du Conseil économique et social.
À partir de 1986, elle fonde le Collectif féministe contre le viol,,, et le préside jusqu'en 1992.
Elle est nommée Chevalier de la Légion d'honneur en 1986, et reçoit la Médaille de la Ville de Paris le 8 mars 2011.

### Mort
Elle meurt le 29 décembre 2014 à son domicile dans le 13e arrondissement de Paris , en étant restée jusqu'au bout proche du Mouvement français pour le planning familial. À sa mort, de nombreux hommages lui sont rendus par les mouvements féministes et par deux ministres, Najat Vallaud-Belkacem et Marisol Touraine.

## Postérité
- Simone Iff est le nom de promotion choisi par les élèves de la 54e promotion des directeurs d'hôpital (2015-2016)[16].
- Des rues portent son nom à Nantes, Lyon, Issoudun, et dans le 12ème arrondissement de Paris [17],[18].
- Un pôle de santé porte son nom à Alençon[19]
- À Rennes, en 2024, a été inauguré un Espace Social Commun "Simone IFF" , plus communément appelé "Chez Simone".
- Anne-Cécile Mailfert, Présidente de la Fondation des Femmes, a écrit une lettre en l'honneur de Simone Iff le 10 septembre 2021 où elle affirme « Simone Iff, tu es l’autre Simone, sans qui Veil n’aurait pas fait sa loi, sans qui Beauvoir ne serait resté que des mots, la Simone dont on ne parle pourtant pas »[20].

## Publication
- Simone Iff, Marcel Besse et Werner Iff, Demain la société sexualisée. Le combat du Mouvement français pour le planning familial, Calmann-Lévy, 1975, 308 p.